# لطيفات الأقدام
لطيفات الأقدام (الاسم العلمي: Podoplea) هي طبقة من المفصليات تتبع الصنف الجوادف من طائفة فكيات الأرجل.

## التصنيف
- السكلوبيات
  - السكلوبية
- سحاريات الفم
  - الكاليجات
    - الكاليجة